# L'Institution nationale de Saint-Germain

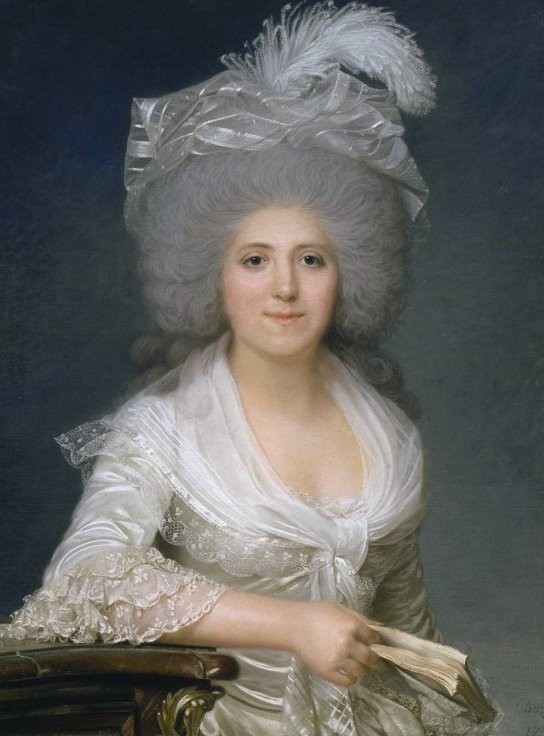
Jeanne-Louise-Henriette Campan

l'Institution nationale de Saint-Germain var en flickpension i Frankrike, grundad 1794 och upplöst 1807. Det var en pionjärinstitution och spelade en viktig roll för utbildningen av flickor i Frankrike, där den utgjorde en länk mellan landets första sekulära flickskola, Maison royale de Saint-Louis, och Napoleons Maison d'éducation de la Légion d'honneur. 

## Historik
Under franska revolutionen stängdes klosterskolorna, som hade varit nästan de enda skolor öppna för flickor i Frankrike. Efter revolutionen öppnades ett antal oreglerade privata flickskolor, av vilka l'Institution nationale de Saint-Germain var den mest uppmärksammade.
Skolan grundades av Henriette Campan, före detta kammarjungfru till Marie Antoinette, som hade levt gömd under skräckväldet och behövde försörja sig. Utan stora resurser, men i behov att försörja sin sjuka mor, sin sjuka man, en tioårig son och tre moderlösa syskonbarn, bosatte hon sig den 31 juli 1794 i Saint-Germain-en-Laye, rue de Poissy, där hon, tack vare sin höga utbildningsnivå, kunde öppna en liten internatskola för flickor. 
Hennes verksamhet var så framgångsrik att hon, inför tillströmningen av kunder, den 25 maj 1795 av Madame de Bonenfant, för två tusen livres om året, hyrde ny lokal i det före detta Hôtel de Rohan, vid 42 rue de l'Unité, och den 1 juli överförde hon sin institution dit, där den kvarblev i åtta år. 
Skolan var den kanske mest berömda och framgångsrika skolan för flickor i Frankrike under perioden mellan franska revolutionen och Napoleon, och en rad kända kvinnor studerade vid skolan. Bland dess elever nämns Hortense de Beauharnais, Pauline Bonaparte, Caroline Bonaparte, Stéphanie de Beauharnais, Émilie de Beauharnais, Antoinette Murat, Éléonore Denuelle och Zoé Talon och Charlotte av Württemberg. 
Skolan upplöstes när Napoleon år 1807 utnämnde Henriette Campan till föreståndare för Maison d'éducation de la Légion d'honneur i Ecouen.